# El edificio Yacobián (novela)
El edificio Yacobián (en árabe: عمارة يعقوبيان Imārat Ya’qūbyān) es una novela del autor egipcio Alaa al-Aswani. La historia del libro fue adaptada al cine en la película del mismo nombre de 2006 y la serie de televisión de 2007.
Publicado en árabe en 2002 y traducido al inglés en 2004, el libro, aparentemente ambientado en 1990 en la época de la primera Guerra del Golfo, es una representación mordaz de la sociedad egipcia moderna desde la Revolución de 1952. La novela se desarrolla en el centro de El Cairo, con el edificio de apartamentos titular (que en realidad existe) que sirve como metáfora del Egipto contemporáneo y un lugar unificador en el que la mayoría de los personajes principales viven o trabajan y en el que se desarrolla gran parte de la acción de la novela. El autor, un dentista de profesión, tuvo su primera oficina en el Edificio Yacobián en El Cairo.
El Edificio Yacobián fue la novela árabe más vendida en 2002 y 2003 y fue elegida como mejor novela en 2003 por los oyentes del Servicio de Radiodifusión de Oriente Medio de Egipto. Ha sido traducida a 23 idiomas.
La homosexualidad presente en la novela representa la ruptura de un tabú, particularmente para la literatura árabe contemporánea. Khaled Diab, en un artículo titulado Arco iris culturales, explora este aspecto de la novela y cómo esto puede ayudar a cambiar las actitudes populares hacia la homosexualidad en el mundo árabe.

## Sinopsis

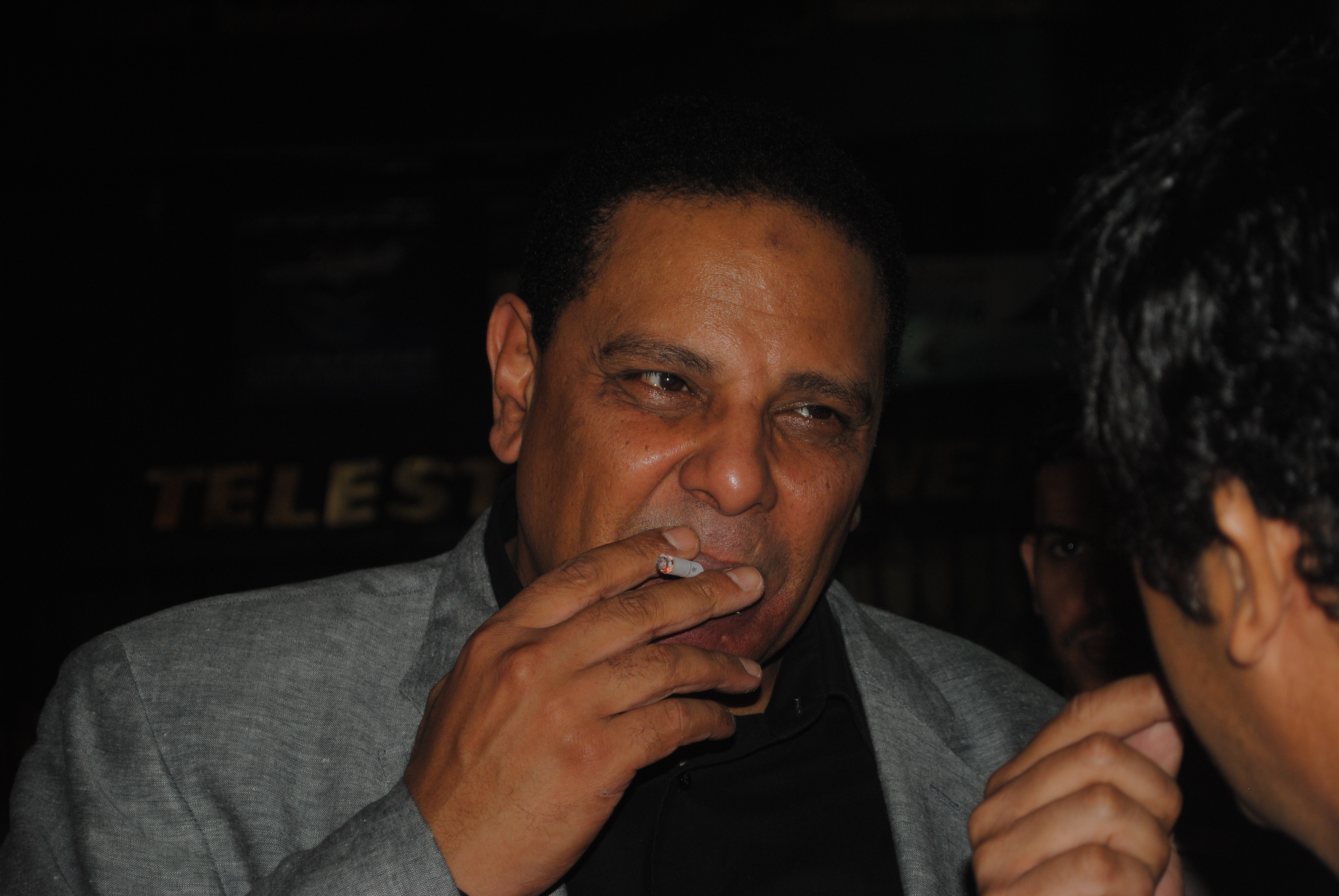
El autor Alaa Al Aswany en 2011.

La novela describe el edificio Yacobián como uno de los bloques de apartamentos más lujosos y prestigiosos de El Cairo, construido por el empresario armenio Hagop Yacoubian en 1934, con ministros del gobierno, fabricantes adinerados y extranjeros que residen o trabajan en sus oficinas. Después de la revolución en 1952, que derrocó al rey Farouk y le dio el poder a Gamal Abdel Nasser, muchos de los extranjeros ricos, así como los terratenientes y empresarios nativos que habían vivido en el Yacobián, tuvieron que abandonar el país. Cada departamento desocupado fue ocupado por un oficial militar y su familia, que a menudo tenían un origen más rural y una casta social más baja que los residentes anteriores.
En el techo del edificio de diez pisos hay cincuenta habitaciones pequeñas (una para cada apartamento) que originalmente se usaban como áreas de almacenamiento y no como viviendas para los seres humanos. Sin embargo, estas pequeñas habitaciones fueron ocupadas gradualmente por migrantes de muy escasos recursos, que llegaron a El Cairo con la esperanza de encontrar empleo. La comunidad de la azotea, efectivamente un barrio de tugurios, es un símbolo de la urbanización de Egipto y del crecimiento de la población en sus grandes ciudades en las últimas décadas, especialmente entre los pobres y las clases trabajadoras.

## Personajes
- Zaki Bey el Dessouki, un ingeniero rico y anciano con educación extranjera que pasa la mayor parte de su tiempo buscando mujeres y que tiene una oficina en el Yacobián, personifica a la clase dominante antes de la Revolución: cosmopolita, culta y occidental.
- Taha el Shazli, el hijo del portero del edificio, destacó en la escuela y esperaba ser admitido en la Academia de Policía, pero descubrió que la profesión de su padre era un impedimento para ingresar en la misma.
- Busayna el Sayed, inicialmente la novia de la infancia de Taha, se ve obligada a encontrar un trabajo para ayudar a mantener a su familia después de que su padre muere. Se desilusiona al descubrir que su empleador masculino espera favores sexuales de ella y sus compañeras de trabajo a cambio de dinero.
- Malak, un fabricante de camisas que busca abrir una tienda en el techo del Yacobián y abrirse camino hacia uno de los apartamentos más elegantes de la planta baja.
- Hatim Rasheed, hijo de un padre egipcio y una madre francesa, editor de una revista y abiertamente homosexual.
- Hagg Muhammad Azzam, un rico y poderoso hombre que en el transcurso de treinta años pasó de ser un zapatero a un millonario.